# Ánito
Ánito (griego antiguo Ἄνυτος/Ánytos), en 399 a. C., lanzó con el orador Licón y el poeta Meleto la acusación contra el filósofo Sócrates. Sus cargos de acusación fueron los siguientes:
- no creer en los dioses de la ciudad, él creía en un solo Dios
- corromper a la juventud con sus ideas monoteístas

Este ateniense, enriquecido con su curtiduría, pertenecía al partido democrático. Junto con Trasíbulo, participó activamente en la caída del gobierno oligárquico de los Treinta Tiranos dirigiendo el ataque a El Pireo. Se mostró como un adversario feroz de los sofistas.
Ánito pretendía que el filósofo era el maestro de pensar de Critias, uno de los tiranos más feroces. Según Jenofonte, Sócrates había reprochado públicamente a Ánito de querer que su hijo le sucediera en los negocios, y de haberlo educado con este fin. Fue, pues, por rencor personal que Ánito habría acusado a Sócrates.
Sócrates fue reconocido culpable, condenado luego a beber la cicuta. Después de la muerte del filósofo, la muchedumbre se volvió contra sus acusadores y Ánito fue obligado a huir de Atenas.